# AGS (синхротрон)
Alternating Gradient Synchrotron (AGS) — протонный синхротрон в Брукхейвенской национальной лаборатории. Один из первых синхротронов, использовавших новый принцип жёсткой фокусировки, и достигший рекордной энергии 33 ГэВ вскоре после запуска в 1960 году.

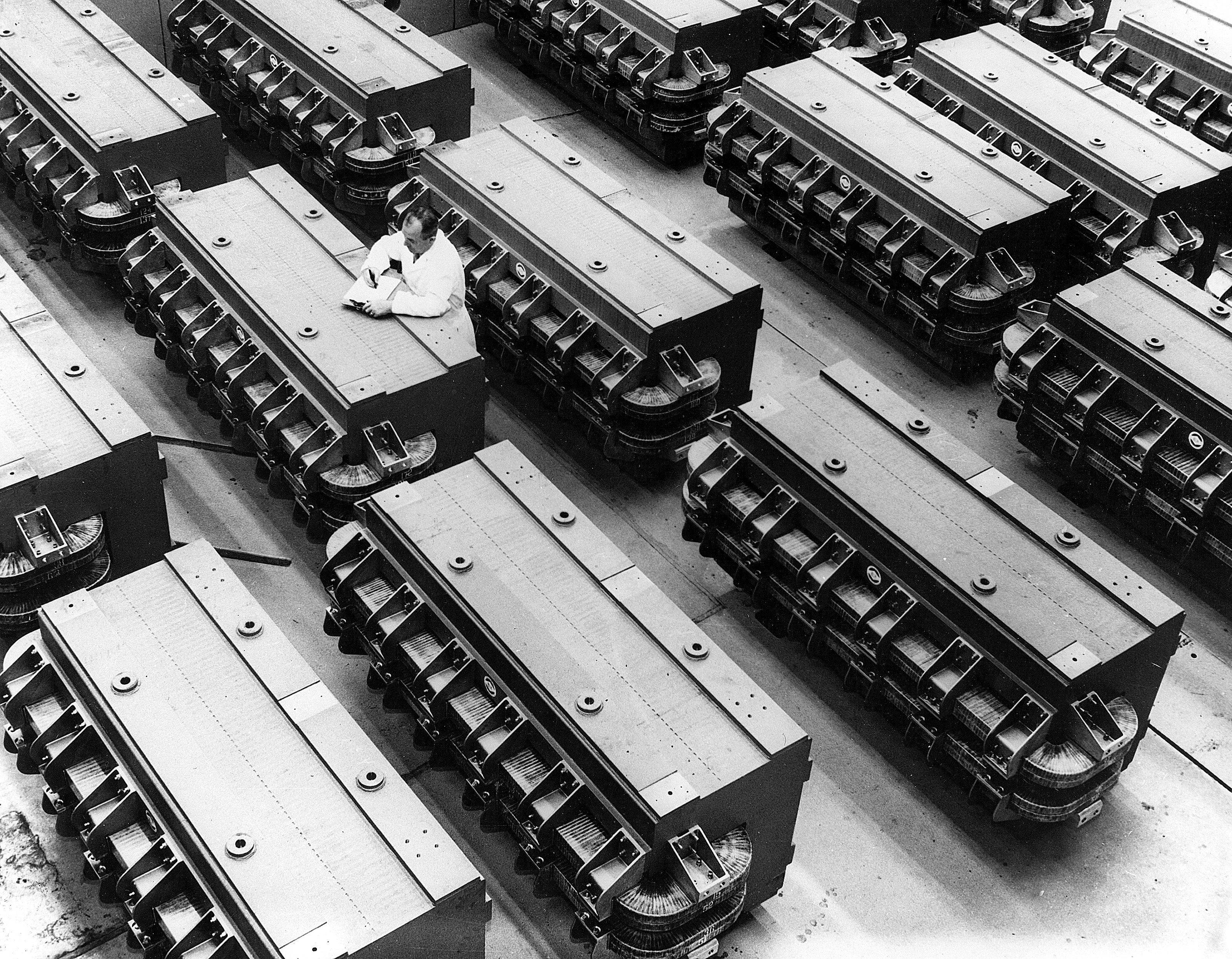
Дипольные магниты AGS, сборка и тестирование, 1958 год

## История
С 1953 года в Брукхейвенской национальной лаборатории работал протонный синхротрон Космотрон на энергию 3.3 ГэВ. Изучая динамику частиц в нём Курант, Снайдер и Ливингстон разработали новую концепцию фокусировки частиц в ускорителях — жёсткую знакопеременную фокусировку, которая позволяла сохранять размер пучка с ростом энергии, что, в свою очередь, снимало ограничения на размеры магнитов, и получение пучков сверхвысоких энергий. Вскоре после их публикаций появились несколько проектов жёсткофокусирующих синхротронов, в т.ч. Протонный синхротрон (PS) в ЦЕРНе, и AGS в Брукхейвене. Первым был запущен PS, достигший рекордной энергии 29 ГэВ в 1959 году, однако уже в 1960 году AGS была получена энергия 33 ГэВ, что было рекордом до 1967 года, когда заработал 70 ГэВ протонный синхротрон У-70 в Протвино.
Проектирование AGS началось в 1952 году, в 1954 году создан макет с электронным пучком, в 1956 году начато строительство. Стоимость составила 29.6 миллионов долларов.
В результате применения принципа жёсткой фокусировки магнитная система AGS имела вес 4000 тонн, что можно сравнить с 36000 тонн советского слабофокусирующего синхрофазотрона ОИЯИ с энергией всего 10 ГэВ.
С 1991 года инжекция в AGS происходит из бустерного синхротрона, что позволило существенно нарастить интенсивность ускоряемых пучков, до 7×1013 протонов за импульс.
После запуска коллайдера тяжёлых ионов RHIC синхротрон AGS стал работать бустером для коллайдера, ускоряя пучки протонов и различных ионов, вплоть до золота.

## Достижения
Эксперименты, проведённые на AGS трижды удостаивались Нобелевской премии:
- 1976: Сэмюэл Тинг за открытие J/ψ-мезона.
- 1980: Джеймс Кронин и Вал Фитч за нарушение CP-инвариантности в распадах K-мезонов.
- 1988: Леон Ледерман, Мелвин Шварц и Джек Стейнбергер за открытие мюонного нейтрино.